# Kalta Minor
Kalta minor je spominski minaret v mestu Hiva. Stoji na sprednji strani medrese Mohameda Amina Kana in včasih velja za njen del.

## Zgodovina
Kalta minor je ustvaril Mohamed Amin Bahadur Kan, kan Hivskega kanata, kot največji in najvišji minaret v muslimanskem svetu.
Po načrtu naj bi bil minaretov premer 70–80 metrov, njegov premer pa naj bi se z naraščanjem višine močno zmanjševal, kar naj bi povečalo stabilnost minareta. Mohamed Amin Kan se je celo odločil zgraditi najvišji minaret na svetu, ki bi presegel 73-metrski Qutub Minar v Indiji. Premer njegovega podnožja je 14,2 metra. Nekateri viri omenjajo, da naj bi dosegel 110 metrov.
Gradnja se je začela leta 1852 in se nenadoma ustavila leta 1855, ko je višina minareta dosegla 29 metrov. Po besedah hivskega zgodovinarja in pisatelja gradnja ni bila dokončana, ker je Mohamed Amin Kan leta 1855 umrl v bitki pri Sarahsu.
Zgodovinar Mulla Olim Maxdum Hodži je v svojem delu Zgodovina Turkestana zapisal o gradnji minareta:
Po dokončanju medrese je Mohamed Amin Kan ukazal zgraditi najvišji minaret poleg medrese. Gradnja minareta je bila v teku (1855), ko je Mohamed Amin Kan poslal vojsko v Iran in bil v bitki mučeniško ubit, zaradi česar je minaret, ki ga je začel graditi kan, ostal nedokončan.
Minaret je bil zgrajen pred očmi hivskega pesnika, zgodovinarja in državnika Mohameda Rize Ogahija. Na minaretu si lahko ogledate 12 od 16 zgodovinskih verzov Ogahijeve poezije. Leseno stopnišče v notranjosti je bilo pogosto popravljano. Napis, ki je bil med obnovo obnovljen v prvotni obliki, minaret primerja z drevesom Tubo, ki raste v raju, in ga imenuje steber, ki drži nebesni obok, torej nebeško kupolo. Ogahiy je za dokončanje minareta napisal več pesniških datumov. Eden od njih je zapisan na čudovitih glaziranih ploščicah nad minaretom. Napisi so bili med sovjetsko oblastjo zlomljeni in odtrgani. Po osamosvojitvi Uzbekistana so te napise našli v Ogahiyevem rokopisu in jih restavrirali. Črke je restavriral mojster Rustam Tohirov. Kalta Minor je znan po svoji nedokončanosti in edinstvenih okraskih. Je edini minaret, ki je v celoti prekrit z glaziranimi ploščicami.

## Arhitektura
Pri okraševanju minareta se pogosto uporabljajo geometrijski vzorci. Iz drugega nadstropja se lahko povzpnete na vrh minareta. V notranjosti vodi leseno stopnišče. Stopnišče je bilo pogosto popravljano. V dekoraciji so uporabljene bele, zelene in turkizne ploščice (zaradi pogoste uporabe turkiznih ploščic se imenuje tudi modri minaret). Ob 2500. obletnici Hive (1996–97) so ustanovitelji delniške družbe »Hayot« v celoti obnovili napise na glaziranih ploščicah, ki so padli z zgornjega dela Kalta Minor, in obnovili so tudi napise nasta'liq v perzijščini, ki jih je napisal Ogahiy. Črke je obnovil mojster Rustam Tohirov. Kalta Minor je znana po svoji nedokončanosti in edinstvenih okraskih.

## Galerija
- Kalta Minor in medresa Mohameda Amin kana
- Pogled na minaret
- Kalta Minor leta 1984
- Kalta Minor ponoči